# ميريل إلام
ميريل إلام (بالإنجليزية: Merrill Elam)‏ هي مهندسة معمارية أمريكية، ولدت في 1943.